# Мельно (гмина)
Мельно (пол. Mielno) — городско-сельская гмина (волость) в Польше, входит как административная единица в Кошалинский повет, Западно-Поморское воеводство. Население — 4976 человек (на 2005 год). Административный центр — городок Мельно. Более трети территории гмины занимает озеро Ямно.

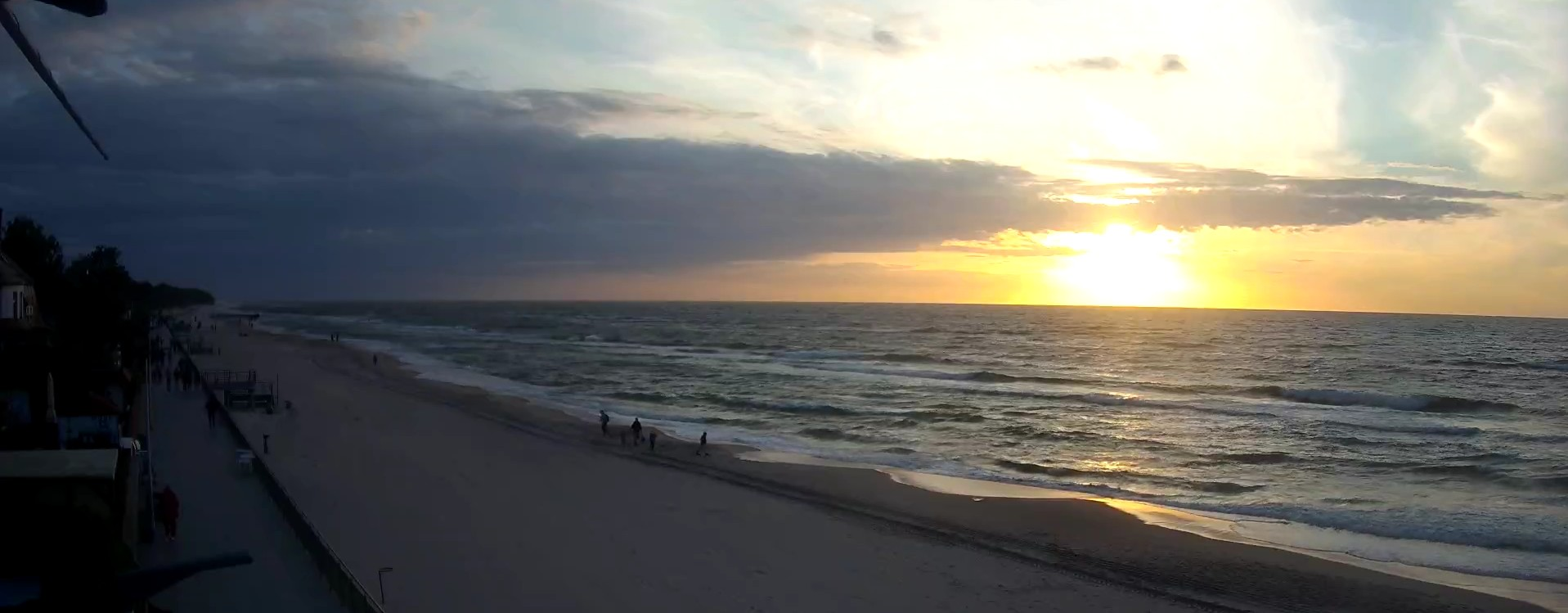